# Musica concreta
(Da uno scritto di Pierre Schaeffer del 1966)
La musica concreta (dal francese musique concrète) è un'espressione musicale correlata alla musica contemporanea che ebbe origine dalle esperienze del compositore francese Pierre Schaeffer che la ideò nel 1948.
Basata su suoni preesistenti, la musica concreta inaugurò uno dei primi modelli di manipolazione del suono per fini compositivi e fu probabilmente la prima "scuola" di musica elettronica. La possibilità di registrare il suono anche su nastro, ampliava di fatto gli orizzonti musicali a confini mai intravisti prima.
Tale musica si collocava in contrapposizione all'idea di "astrazione" che secondo Schaeffer caratterizzava l'approccio musicale dominante (musica elettronica, musica strumentale), cioè il pensare la musica per criteri astratti (armonia, contrappunto, notazione, dispositivi logici, ecc.), piuttosto che elaborarla concretamente attraverso il suono e l'ascolto.
Schaeffer parlava di musica concreta intendendo il suono nella sua completezza; ovverosia il fatto di ascoltare il suono in tutti i suoi aspetti (attacco sonoro, durata, inviluppo, densità di massa sonora, andamento, timbro, frequenza, ampiezza, ecc.).
Oltre a Schaeffer, la musica concreta ebbe fra i suoi principali esponenti Pierre Henry.

## Tecnica compositiva
La musica concreta veniva realizzata adoperando un magnetofono (anche se in origine veniva utilizzato il giradischi) e, dopo aver registrato i suoni, essi venivano manipolati nei loro parametri (altezza, timbro, velocità e altri).
Il procedimento di manipolazione poteva essere basato su un metodo meccanico (montaggio sonoro o modifica della velocità di scorrimento del nastro) o elettrico (filtraggio sonoro e amplificazione), ed i nastri venivano a volte sezionati per essere scomposti e ricomposti al fine di riunire fra loro più suoni contemporaneamente. Una volta registrati, i suoni ottenuti venivano perfezionati attraverso l'utilizzo di apparecchiature stereofoniche. A differenza della maggior parte delle altre correnti di musica contemporanea, la musica concreta non fa affidamento su notazioni preliminari e non è sempre basata sullo strutturalismo "postweberniano".
I suoni possono provenire dalle fonti più varie della realtà acustica (rumori, strumenti tradizionali, voci e molti altri) e in gran parte dei casi vengono captati con un microfono, che non ne tralascia la risonanza ottenuta, in un dato punto dello spazio.
A differenza della musica elettronica "pura" nata in Germania, la musica concreta non è basata su sonorità ottenute direttamente da frequenze elettroniche.
Non va confusa con la sound art, espressione artistica che avrebbe tuttavia anticipato.

## Storia

### Gli anticipatori
Fra gli anticipatori della musica concreta sono spesso citati i compositori futuristi italiani. Il loro manifesto L'arte dei rumori (scritto da Luigi Russolo nel 1913) associava il concetto di musica a quello di rumore, una definizione che la musica concreta riconosceva. La stessa musica dei futuristi italiani anticipava, anche grazie agli intonarumori di loro invenzione, le sonorità della musica concreta (non è tuttavia certo che ispirarono il movimento di Schaeffer). Altro anticipatore fu John Cage, il quale, come già i futuristi, fu autore di alcune composizioni basate sull'atonalità.

### 1948-1950: la nascita della musica concreta, Pierre Schaeffer, e Pierre Henry
Pierre Schaeffer fu ingegnere musicale all'interno degli studi della società radiotelevisiva francese (RTF). Questa attività gli permise di utilizzare il vasto archivio discografico della radio e di cominciare a fare esperimenti sul suono ed il rumore, ma soprattutto cominciò a maturare dei nuovi metodi compositivi, come dimostrarono i suoi saggi Introductrion à la musique concrète e A la recherche d'une Musique concrète. Lo stesso Schaeffer fu autore, nel 1948, del primo brano di musica concreta, Étude aux chemins de fer: un breve studio sul ritmo per giradischi che riproduce i suoni provenienti da un treno in movimento (fischi, suoni di vapore e altri). Ad esso seguirono altre composizioni non troppo diverse e sempre di breve durata quali Étude aux tourniquets, Étude au piano I (Étude violette), Étude au piano II (Étude noire), ed Étude aux casseroles (Étude pathétique). Durante questa fase, Schaeffer aveva lavorato quasi completamente da solo. 
A partire dal 1949, Schaeffer iniziò una collaborazione con Pierre Henry che fruttò composizioni più lunghe, ambiziose e, a detta di molti, più mature, quali la Symphonie pour un homme seul. Iniziata nel 1949 e terminata l'anno seguente (sebbene sia stata oggetto di più revisioni), essa è un altro esempio di musica concreta in cui suoni strumentali si mescolano a suoni presi dalla vita quotidiana di un uomo (respiri, passi, fischi, porte che sbattono ecc.). La musica concreta di questo periodo è poco o per nulla strutturata e meno "rigida" di quella che seguirà.

### 1951-1958 - il primo studio di musica elettronica e le innovazioni della musica concreta
Nel 1951, in seguito all'introduzione di nuove apparecchiature, Schaeffer, Henry e il fisico Andrè Moles fondarono il Gruppo di ricerca di musica concreta (futuro Groupe de Recherche Musical) che era finanziato dallo studio parigino RTF, e fu il primo studio costruito per comporre musica elettronica.
Questi elementi sono poi composti in modo sperimentale mediante una costruzione diretta che tende a realizzare una volontà di composizione senza l'aiuto, divenuto impossibile, di una notazione musicale tradizionale.»
Fra i nuovi macchinari erano inclusi magnetofoni e quattro apparecchiature speciali: la prima controllava i suoni nello spazio esecutivo, la seconda era un registratore in grado di riprodurre riverberazioni, mentre le ultime due permettevano di variare la velocità di riproduzione del nastro e di "trasporre il materiale registrato su ventiquattro altezze" (esse erano nominate rispettivamente pupitre de relief spatial, il morphophone, e le phonogènes). I magnetofoni, che da ora rimpiazzarono il giradischi, permetterono al compositore di suddividere i suoni in più parti al fine di adoperare solo quelli necessari alla composizione.
Nello stesso periodo, che vide anche emergere altri studi di musica elettronica, altri musicisti iniziarono a comporre seguendo la stessa filosofia. Fra essi Karlheinz Stockhausen, che realizzò nel 1955 la prima composizione di musica concreta a presentare sonorità provenienti da segnali generati elettricamente: Gesang der Jünglinge im Feuerofen, mentre Desert (1954), una composizione di Edgard Varèse per fiati e percussione, viene considerata il primo capolavoro di questo metodo compositivo.
In seguito all'uscita di Henry dal GRMC, che decise di fondare lo Studio Apsome nel 1958, Schaeffer intraprese, ispirandosi a Varèse, un percorso di ricerca molto più rigoroso e meno "empirista" di quello dei suoi primi lavori. Da questo momento, i membri della "scuola" francese si concentrarono maggiormente sull'analisi dei suoni registrati e iniziarono a comporre una musica realizzata da suoni "presi così come vengono percepiti". Di questa fase, caratterizzata da composizioni più astratte rispetto a quelle degli esordi, si ricordano il lunghissimo Traitè des objets musicaux, terminato nel 1966 (ma iniziato quindici anni prima) e registrato da Schaeffer con musicisti quali Abraham Moles, Jacques Poullin più altri ricercatori. A differenza di Schaeffer, Henry proseguì gli ideali originari della musica concreta "spontanea" degli esordi.

### Gli ultimi anni della musica concreta
L'esperienza della musica concreta si poté considerare conclusa a partire dai primi anni sessanta, periodo in cui i compositori, interessati ad approfondire l'analisi dei suoni con nuovi mezzi, iniziarono ad adoperare apparecchiature quali sintetizzatori e computer. Questo fenomeno ebbe quale principale conseguenza quella di annettere il concetto di musica concreta a quello più generale di musica elettronica.

## Analisi
Nei suoi studi, ed in particolar modo nel Traitè des objets musicaux, Schaeffer identifica la possibilità di cogliere, all'interno delle varietà del “paesaggio sonoro” che ci circonda, diversi “oggetti sonori”. Grande attenzione va posta però a non confondere l'oggetto sonoro con il corpo sonoro che lo ha prodotto, dal momento che ogni singolo corpo sonoro “può produrre una quantità disparata di oggetti sonori, la cui varietà non può essere ricondotta alla loro origine comune”. Egli inoltre elabora un sistema generale per la classificazione fisica degli oggetti sonori, interessandosi non all'ambito acustico quanto a quello psicoacustico, chiamando questa operazione Solfège des objects musicaux.
La presenza dell'oggetto sonoro pone infatti l'ascoltatore di fronte a due diversi aspetti: l'aspetto fisico e l'aspetto psicologico che mette in risalto l'ascolto indiretto di suoni che non avrebbero mai colpito la nostra attenzione durante “l'esecuzione” dal vivo.
Con questo concetto, egli contrappone il nuovo modo di comporre, concreto appunto, a quello astratto della musica strumentale. "Il nostro grande scopo è quello di far saltare le scogliere di marmo dell'orchestrazione occidentale, di presentare nuove possibilità di composizione". 
Il processo di creazione della composizione musicale è in questo caso inteso come atto compositivo tecnologico dove l'esecuzione viene stravolta eliminando la presenza fisica dell'esecutore. 
In questo modo inoltre Schaeffer attribuisce all'aggettivo “acusmatico” la distanza che separa un suono dalla sua fonte, anche se questa separazione è da considerarsi un fatto mentale più che fisico in quanto l'altoparlante stesso rappresenta una fonte sonora.

## Eredità
Non mancarono occasioni, da parte di questi rivoluzionari compositori, di portare la musica concreta nelle sale da concerto, ma l'assenza di un interprete da vedere sul palco e la stranezza delle sonorità non convinsero il pubblico che disertò le esecuzioni e la stampa che ignorò gli avvenimenti.
Attualmente, un fantasma degli esperimenti concreti di quegli anni riesce comunque a riecheggiare tra moderne composizioni che osano, ma non troppo, diffondere nuovi ascolti al pubblico contemporaneo. Complici i media che con la grande diffusione inseriscono nel flusso popolare queste rivoluzionarie sonorità. 
È il caso limite e stravagante, esempio tra vari, di Lipostudio and so on (A Chanche To Cut Is A Chance To Cure - Matador, 2001) del duo statunitense Matmos. Gli elementi di musica concreta sono composti assieme a suoni strumentali che indubbiamente ne ammorbidiscono l'ascolto. 
Nell'ottobre del 2022 il pioniere della musica elettronica Jean-Michel Jarre pubblica l'album Oxymore concepito inizialmente per dare un simbolico seguito alla collaborazione mancata con Pierre Henry (con il quale avrebbe dovuto collaborare all’album Electronica) scomparso prima che potesse effettivamente concretizzarsi, Oxymore gode di alcune bozze di lavorazione per quel progetto, fornite dalla vedova di Henry, e sviluppate da Jarre nei laboratori di Radio France dove da giovanissimo ha iniziato la sua attività di sperimentazione guidato proprio da Henry e Shaeffer nel Groupe de Recherche Musical (GRM).
Oxymore è un album che si prende la briga di fare un passo in avanti, riprendendo il concetto originario di Shaeffer ed in cui le atmosfere di Pierre Henry interagiscono con il mondo di Jarre, tra suoni preesistenti, analogici e digitali.